# Rivista minima

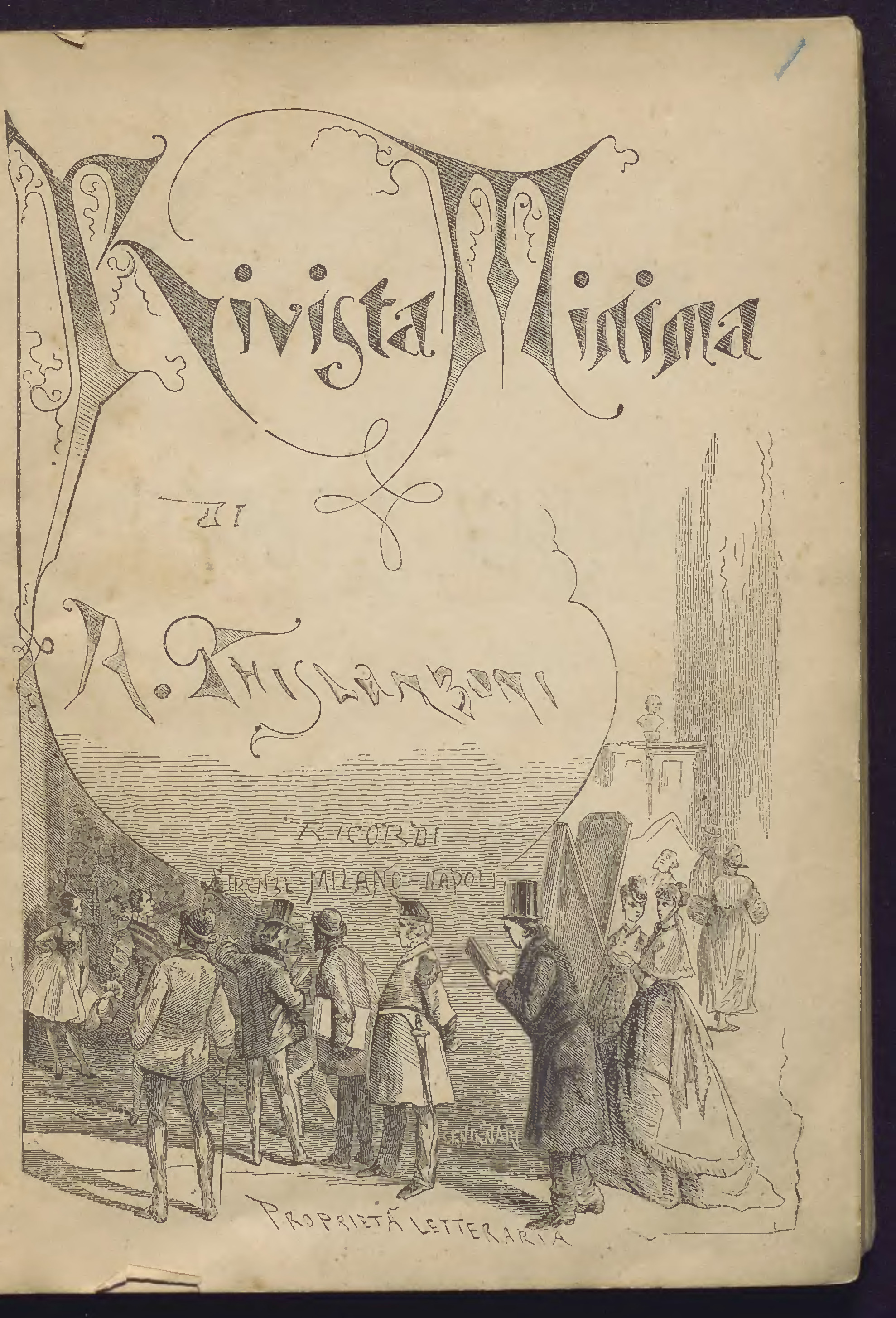
Copertina del volume del 1871 di Rivista Minima

Rivista Minima è una rivista periodica, con uscita quindicinale, pubblicata dal 1865 al 1878 e scritta da Antonio Ghislanzoni, poeta, scrittore e librettista.
Successivamente partecipò alla pubblicazione del periodico anche il critico teatrale Salvatore Farina. 

## Storia

### Fondazione
Il primo volume del periodico esce a Milano nel gennaio del 1865, edito dallo stesso autore, fino al gennaio 1866, in cui la pubblicazione verrà interrotta per essere ripresa anni dopo, nel 1871.
La rivista vuole essere un "nulla di pesante" leggibile da qualsiasi classe sociale, essa propone un'ampia varietà di contenuti: prosa, poesia, novelle, racconti, musica e moda.

### L'arrivo di Ricordi
Nel 1871 la pubblicazione viene ripresa grazie a Casa Ricordi, che la rilancia inizialmente regalandola con i numeri di un'altra sua rivista, la Gazzetta Musicale di Milano, per questo il periodico aveva un formato di 18cm.
Successivamente le pubblicazioni del periodico continuano individualmente, con un nuovo formato, 25/27cm, fino al 1878, anno in cui cessano per un motivo ignoto.
Nella collezione dell'Archivio Storico Ricordi sono conservati gli 8 volumi editi da Casa Ricordi.